# Soiuz T-14
Soiuz T-14 (rus: Союз Т-14, Unió T-14) va ser un vol espacial tripulat de la Unió Soviètica en 1985 a l'estació espacial Saliut 7 en òrbita terrestre. La novena expedició a l'estació.

## Tripulació
| Posició                   | Tripulació de llançament              | Tripulació d'aterratge                |
| ------------------------- | ------------------------------------- | ------------------------------------- |
| Comandant                 | Vladímir Vasiutin Primer vol espacial | Vladímir Vasiutin Primer vol espacial |
| Enginyer de vol           | Gueorgui Gretxko Tercer vol espacial  | Víktor Savinikh Segon vol espacial    |
| Cosmonauta d'investigació | Alexander Volkov Primer vol espacial  | Alexander Volkov Primer vol espacial  |

### Tripulació de reserva
| Posició                   | Tripulació           | Tripulació           |
| ------------------------- | -------------------- | -------------------- |
| Comandant                 | Aleksandr Viktorenko | Aleksandr Viktorenko |
| Enginyer de vol           | Guennadi Strekàlov   | Guennadi Strekàlov   |
| Cosmonauta d'investigació | Ievgueni Salei       | Ievgueni Salei       |

## Paràmetres de la missió
- Massa: 6850 kg
- Perigeu: 196 km
- Apogeu: 223 km
- Inclinació: 51,6°
- Període: 88,7 minuts